# 10986 Govert
10986 Govert è un asteroide della fascia principale. Scoperto nel 1977, presenta un'orbita caratterizzata da un semiasse maggiore pari a 2,2267700 UA e da un'eccentricità di 0,1270083, inclinata di 2,95411° rispetto all'eclittica.